# Camponotus brasiliensis
Camponotus brasiliensis är en myrart som beskrevs av Mayr 1862. Camponotus brasiliensis ingår i släktet hästmyror, och familjen myror.

## Underarter
Arten delas in i följande underarter:
- C. b. antennatus
- C. b. brasiliensis
- C. b. chacoensis
- C. b. clivius

## Bildgalleri

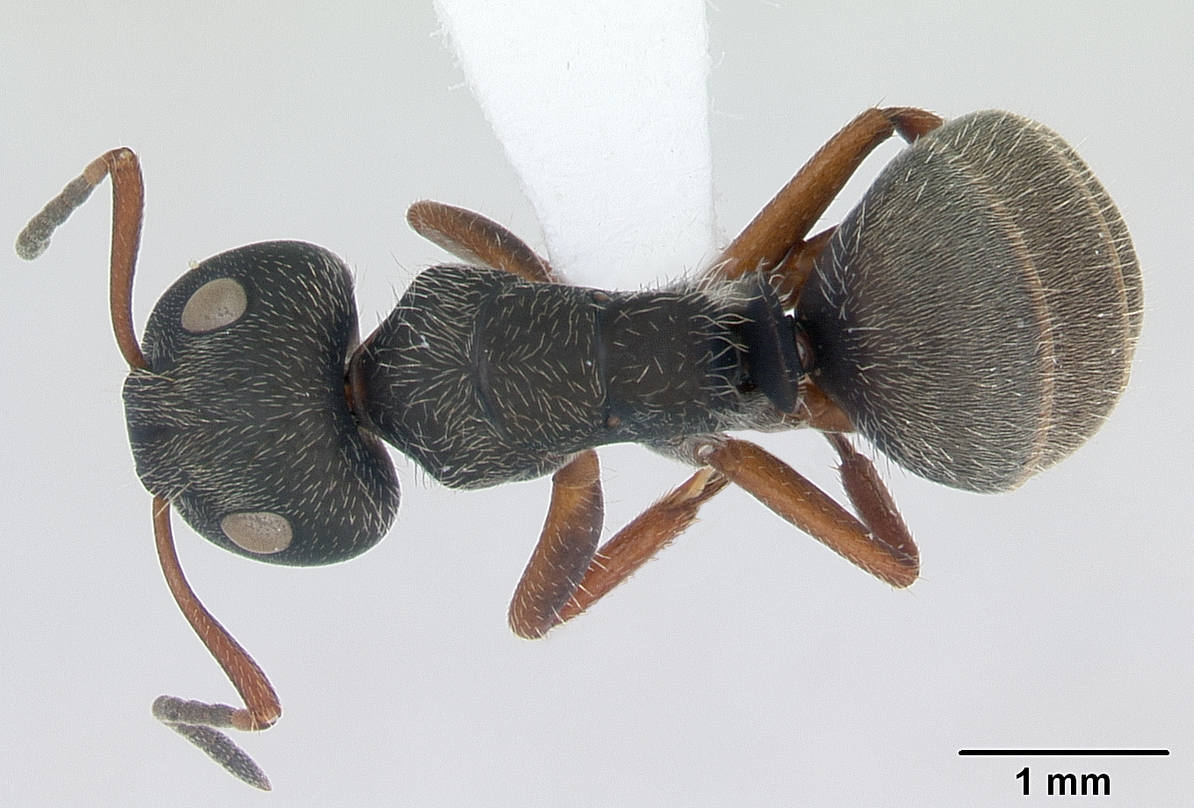
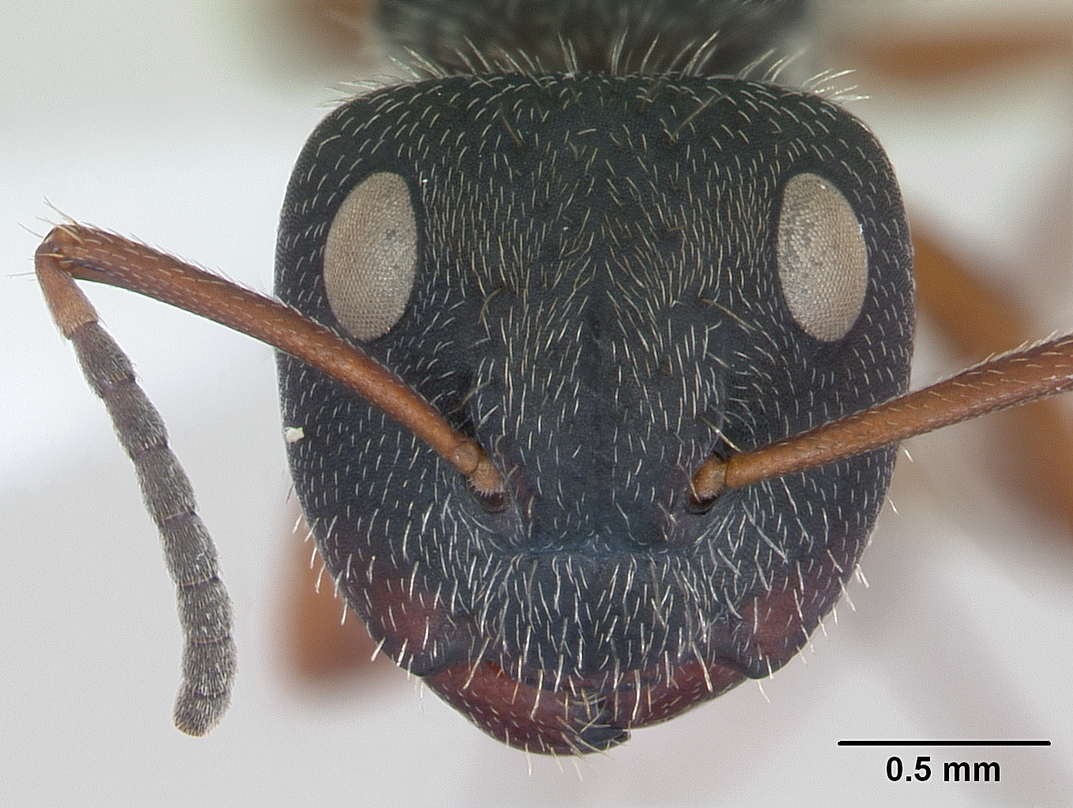
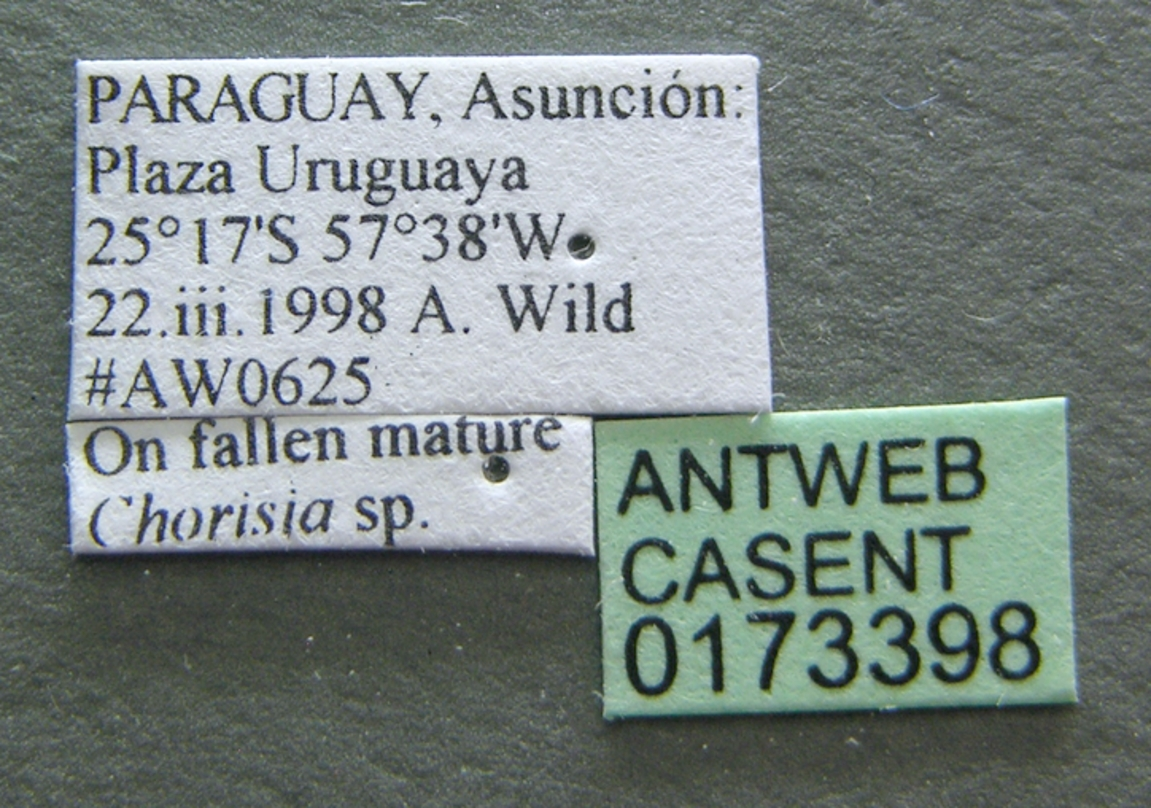
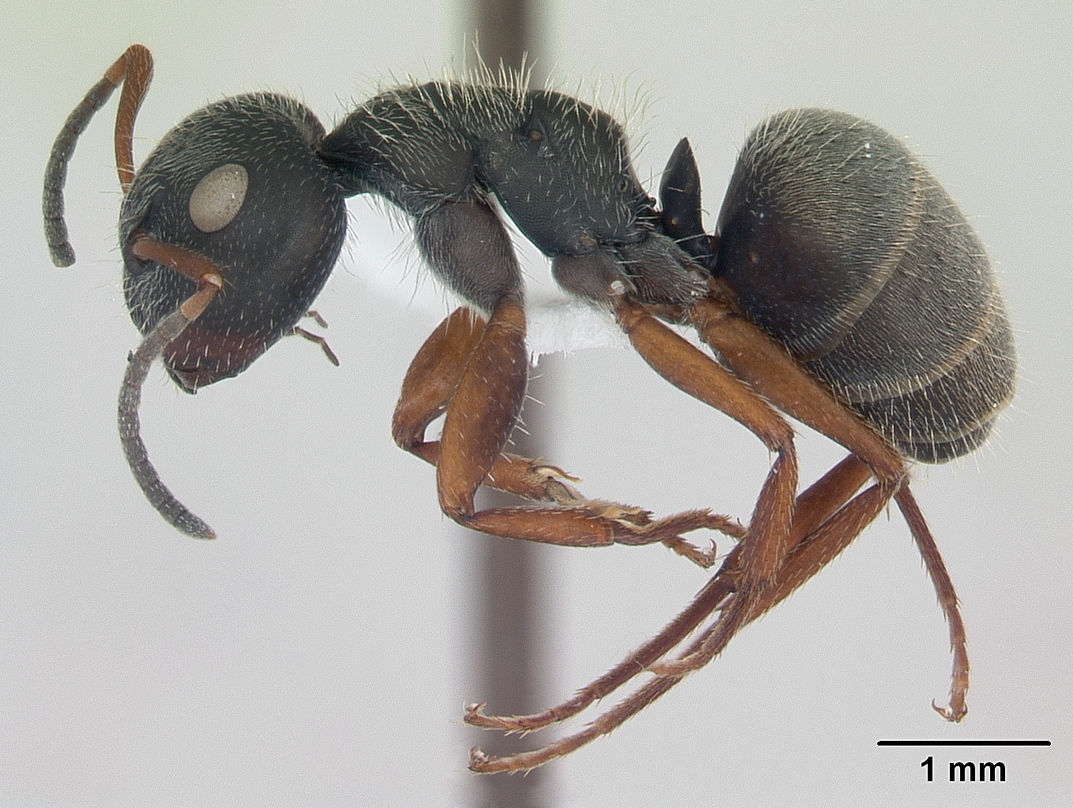